# Коротка норманська хроніка
Коротка нормандська хроніка (лат. Breve chronicon Northmannicum) — коротка латинська хроніка, створена анонімним автором на початку XII століття, що розповідає про встановлення влади нормандців у Південній Італії. Оповідання охоплює період від вторгнення Ардуїна Мельфійського в Апулію в 1041 до смерті Роберта Гвіскара в 1085.

## Припущення про історію створення
Незважаючи на те, що «Коротка нормандська хроніка» зазвичай визнається справжньою, дослідник Андре Жакоб висловив припущення про те, що вона може бути пізньою підробкою, виконаною П'єтро Полідорі у XVIII столітті. Інший вчений, Джон Франс, мабуть, не обізнаний з висновками Жакоба, вважає, що «Breve chronicon…» була написана на основі усної традиції і послужила джерелом для хроніки Ромуальда Салернського.

## Історія рукописів та публікацій
Текст хроніки був вперше опублікований в 1724 Лудовіко Мураторі в п'ятому томі його праці «Rerum italicarum scriptores» під довгою назвою «Breve chronicon Northmannicum de rebus in Iapygia et Apulia gestis contra Graecos». Муратор користувався рукописом, датованим імовірно XIII століттям, яку йому надав П'єтро Полідорі. Нині цей список вважається загубленим, як і пізніший, зроблений близько 1530 року. До наших днів дійшла лише одна копія оригінального рукопису. У 1971 році Еріко Куоццо випустив перевидання хроніки італійською мовою.